# Maddaloni
Maddaloni est une ville italienne d'environ 38 600 habitants, située dans la province de Caserte en Campanie.

## Géographie

### Hameaux
Montedecoro, Messercola, Lamia, Pioppolungo, Mastrilli.

### Communes limitrophes
Acerra, Caserte, Cervino, Marcianise, San Felice a Cancello, San Marco Evangelista, Santa Maria a Vico, Valle di Maddaloni

## Administration
| Période                                  | Période  | Identité       | Étiquette       | Qualité |
| ---------------------------------------- | -------- | -------------- | --------------- | ------- |
| mai 2006                                 | En cours | Michele Farina | Centro-sinistra |         |
| Les données manquantes sont à compléter. |          |                |                 |         |

## Personnalités
- Lino Troisi (1932-1998), acteur
- Ferdinando Imposimato (1936-2018), magistrat
- Pietro Farina (1942-2013), évêque